# DDR-Oberliga 1981/82 (Badminton)
Die DDR-Oberliga im Badminton war in der Saison 1981/82 die höchste Mannschaftsspielklasse der in der DDR Federball genannten Sportart. Es war die 23. Austragung dieser Mannschaftsmeisterschaft.

## Endstand
| Platz | Mannschaft |
| ----- | --- |
| 1.    | Einheit Greifswald (Erfried Michalowsky, Edgar Michalowski, Thomas Mundt, Uwe Kämmer, Norbert Michalowsky, Birgit Kämmer, Petra Michalowsky, Ilona Michalowsky) |
| 2.    | HSG Lok HfV Dresden (Andreas Benz, Claus Cassens, Joachim Völker, Steffen Körbitz, Dieter Krompaß, Dagmar Friedrich, Monika Cassens)                            |
| 3.    | Fortschritt Tröbitz (Frank-Thomas Seyfarth, Joachim Schimpke, Roland Riese, Klaus Skobowsky, Harald Richter, Christine Ober, Carmen Ober)                       |
| 4.    | Aktivist Niederwürschnitz (Harald Frischmann, Wolfgang Pasler, Frank Hänig, Frank Mothes, Elke Rost, Ute Brandt, Heike Hähnlein)                                |